# Masters de Miami 1993

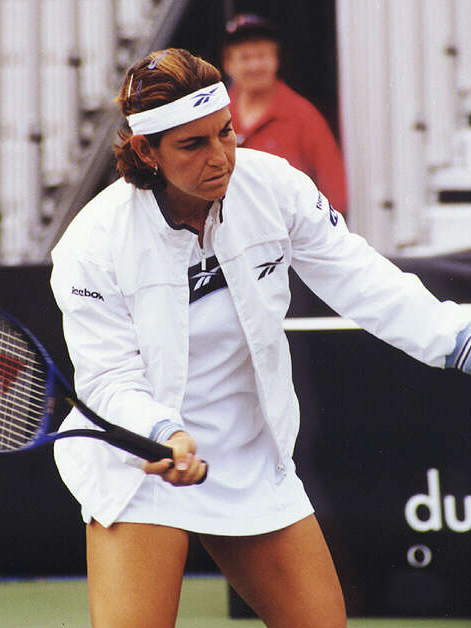
Arantxa Sánchez Vicario

El Abierto de Miami 1993 (también conocido como 1993 Lipton Championships por razones de patrocinio) fue un torneo de tenis jugado sobre pista dura. Fue la edición número 9 de este torneo. El torneo masculino formó parte de los Super 9 en la ATP. Se celebró entre el 11 de marzo y el 21 de marzo de 1993.

## Campeones

### Individuales Masculino
Pete Sampras vence a  MaliVai Washington, 6–3, 6–2

### Individuales Femenino
Arantxa Sánchez Vicario vence a  Steffi Graf,  6–4, 3–6, 6–3

### Dobles Masculino
Jan Siemerink /  Richard Krajicek vencen a  Patrick McEnroe /  Jonathan Stark, 6–7, 6–4, 7–6

### Dobles Femenino
Jana Novotná /  Larisa Savchenko vencen a  Jill Hetherington /  Kathy Rinaldi, 6–2, 7–5